# Pervez Musharraf

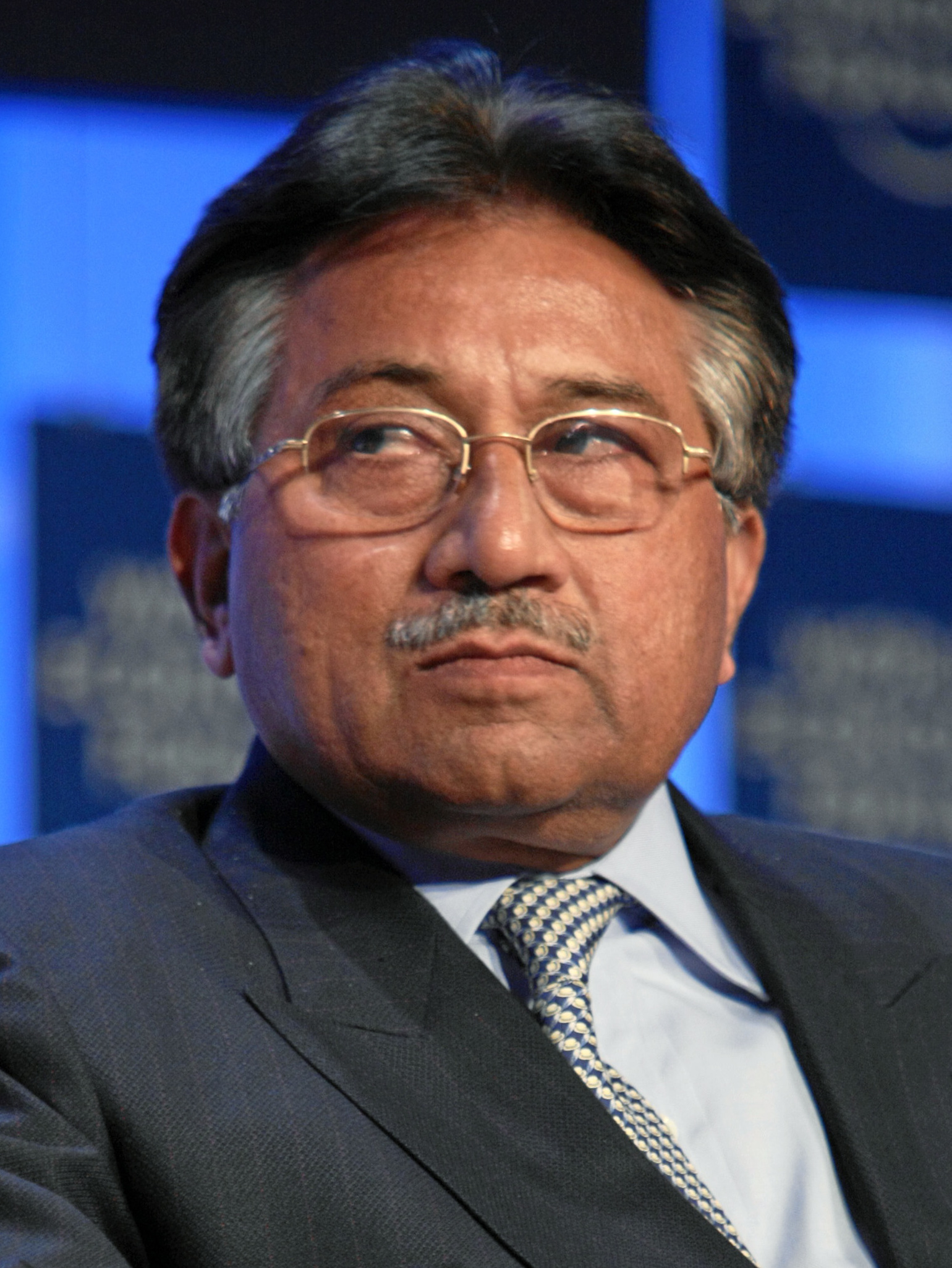
Pervez Musharraf (2008)

Pervez Musharraf (Urdu پرویز مشرّف; * 11. August 1943 in Delhi; † 5. Februar 2023 in Dubai) war von 2001 bis zu seinem Rücktritt 2008 Präsident Pakistans. 1999 hatte er in einem unblutigen Militärputsch die Regierungsgewalt übernommen und war letztlich durch seinen diktatorischen Regierungsstil und die außenpolitische Annäherung an die USA seit den Terroranschlägen vom 11. September 2001 innenpolitisch zunehmend unter Druck geraten.

## Werdegang
Musharraf zog 1947 mit seinen Eltern nach der Teilung Indiens in den westlichen Landesteil, der das heutige Pakistan bildet. Nach seiner Schulausbildung in der Türkei, wo er bis 1956 lebte, kehrte er nach Pakistan zurück, entschied sich für eine militärische Laufbahn und besuchte ab 1961 die Militärakademie in Kakul in Nordpakistan und das Royal College of Defence Studies im Vereinigten Königreich. Außerdem wurde er in Ankara ausgebildet und lernte dort Türkisch. In zwei Kriegen kämpfte er gegen Indien und stieg zum Rang des Ersten Generals auf.

## Machtübernahme
Als Generalstabschef der Armee übernahm Musharraf durch einen Militärputsch am 12. Oktober 1999 die Macht und stellte Premierminister Nawaz Sharif unter Hausarrest. Am 22. Dezember 1999 besetzten 30.000 Soldaten auf Anweisung der Regierung die Elektrizitätswerke Pakistans. Dies half, die militärische Kontrolle über die Wirtschaft zu gewinnen. Am 20. Juni 2001 wurde er formell Staatspräsident. 

## Politik und Ansehen
Musharraf wurde von westlichen Regierungen als gemäßigter Führer angesehen, weil er bereit war, mit dem Westen zusammenzuarbeiten. Er war Wirtschaftsreformen gegenüber offen und bereit, Pakistan zu modernisieren. Er galt als weitgehend laizistisch (obgleich dies immer wieder zu Spannungen mit den Grundprinzipien der islamischen Republik Pakistan führen musste). Vor dem 11. September 2001 verfuhr Musharraf in der Weise, dass er im Geheimen mit Dschihadisten zusammenarbeitete, in der Öffentlichkeit jedoch Distanz zu den religiösen Parteien wahrte und ein gemäßigtes Selbstbild von sich vermittelte, um die Zustimmung des Westens zu gewinnen und sich wirtschaftliche Unterstützung zu sichern. Nach den Anschlägen des 11. September 2001 in den USA kooperierte Musharraf eng mit dem US-amerikanischen Präsidenten George W. Bush im so genannten Krieg gegen den Terror. Er ließ die Taliban fallen, versuchte aber gleichzeitig, eine direkte Konfrontation mit den pakistanischen Islamisten zu vermeiden. Indem er den Kaschmir-Konflikt neu entfachte und im Falle eines indischen Angriffs mit dem Einsatz seiner Atomwaffen drohte, versuchte er sie zu beschwichtigen.
Nach innen hin sprach sich Musharraf für eine Entpolitisierung des Islam zum Wohle des Staates aus. Die radikalen Islamisten fühlten sich deshalb von ihm verraten. Sie trachteten danach, sein Regime zu destabilisieren, ihn notwendigenfalls zu töten und einen Krieg zwischen Indien und Pakistan zu provozieren. Je mehr Schwäche die Regierung Musharraf zeigte und unter der Dominanz der USA zu stehen schien, desto aktiver wurden die dschihadistischen Bewegungen. Dies trug zum Wiederaufflammen der Gewalt nach dem Referendum vom 30. April 2002 bei, das zwar Musharraf für weitere fünf Jahre in seiner Position bestätigte, aber seine Glaubwürdigkeit zerstörte. Wegen der gespannten innenpolitischen Lage und wegen seiner Regierungskoalition mit gemäßigten Islamisten zögerte er dennoch lange, entschieden gegen die Milizen im Grenzgebiet zu Afghanistan (Taliban, al-Qaida) und gegen islamische Religionsschulen vorzugehen.

## Attentat
Am 14. Dezember 2003 überlebte Musharraf ein Attentat, bei dem eine Bombe detonierte, während sein hochgradig gesicherter Konvoi eine Brücke in Rawalpindi überquerte. Hierbei handelte es sich um den dritten Versuch dieser Art in seiner siebenjährigen Amtszeit.
In der Folgezeit fand im Rahmen der sogenannten Cricket-Diplomatie eine zaghafte Annäherung an Indien statt.

## Ausnahmezustand
Am 3. November 2007 erklärte Musharraf den Ausnahmezustand in Pakistan und setzte die Parlamentswahl aus. Der Vorsitzende des Obersten Gerichtshofes Pakistans, Iftikhar Muhammad Chaudhry, wurde abgesetzt. Am 28. November 2007 übergab er das Amt des Armeechefs und den Oberbefehl über die Streitkräfte an Ashfaq Parvez Kayani. Nach seiner Vereidigung als Präsident am 29. November 2007 kündigte Musharraf an, der Ausnahmezustand werde am 16. Dezember enden und die Parlamentswahl werde am 8. Januar 2008 stattfinden. Der Termin wurde nach der Ermordung der Oppositionsführerin Benazir Bhutto auf den 18. Februar 2008 verschoben. Bei dieser Wahl erlitt die Musharraf unterstützende Fraktion der Muslimliga (PML-Q) deutliche Stimmenverluste; sie wurde nur noch drittstärkste Kraft in der Nationalversammlung nach der PPP (Pakistan Peoples Party) der ermordeten Benazir Bhutto und der Muslimliga PML-N von Nawaz Sharif.

## Rücktritt und Haftbefehle
Am 7. August 2008 kündigten auf einer Pressekonferenz Pakistans Ex-Premierminister Nawaz Sharif und Asif Ali Zardari, stellvertretender Vorsitzender der Pakistanischen Volkspartei und Witwer der ehemaligen Premierministerin Benazir Bhutto, ein Amtsenthebungsverfahren gegen Musharraf an. Ferner beabsichtigte die Volkspartei, 60 Richter wieder einzusetzen, die der Präsident entlassen hatte, nachdem das Oberste Gericht hatte überprüfen wollen, ob Musharrafs Wiederwahl im Oktober 2007 legal gewesen war. Sharif und Zardari warfen Musharraf Amtsmissbrauch vor und gaben ihm die Schuld an der wirtschaftlichen Krise im Land wie auch am Vertrauensverlust in der Bevölkerung. Musharraf kündigte daraufhin in einer Fernsehansprache am 18. August 2008 seinen Rücktritt an. Laut Medienberichten war ihm zuvor zugesichert worden, dass er das Land verlassen dürfe.
Im Februar 2011 wurde bekannt, dass ein pakistanisches Gericht einen Haftbefehl gegen Musharraf erlassen hatte. Im Zusammenhang mit dem Mord an der Oppositionspolitikerin Benazir Bhutto wurde ihm vorgeworfen, sich nicht ausreichend um ihren Personenschutz gekümmert zu haben. Pakistans staatliche Ermittlungsbehörde FIA hatte einige Tage zuvor den Ex-Präsidenten als Beschuldigten im Mordfall benannt. Gegen Musharraf wurde auch Anklage erhoben im Zusammenhang mit dem tödlichen Militäranschlag auf Akbar Bugti (August 2006), mit der Ausrufung des Notstands (2007) und mit der Verhaftung von Richtern.

## Rückkehr aus dem Exil und lebenslanges Politikverbot
Am 24. März 2013 kehrte Musharraf aus seinem zwischenzeitlichen Exil Dubai in sein Heimatland zurück. Er erklärte, mit seiner neu gegründeten Partei All Pakistan Muslim League (APML) bei den Parlamentswahlen am 11. Mai 2013 antreten zu wollen. Zuvor sollten drei gegen ihn laufende Verfahren von einem Gericht in Karatschi gegen Kaution ausgesetzt werden. Die Taliban drohten mit der Ermordung Musharrafs, sollte er aus dem Exil zurückkehren. Am 16. April 2013 gab ein Anwalt Musharrafs bekannt, dass dieser nicht zu den Wahlen am 11. Mai 2013 antreten dürfe. Musharraf hatte gemäß pakistanischem Wahlsystem beantragt, in vier Bezirken zu kandidieren. Seine Kandidatur war aber nur im Bezirk Chitral genehmigt worden. Nach Einsprüchen von Anwälten wurde Musharrafs Genehmigung dort zurückgezogen. Musharrafs Anwälte kündigten an, Berufung einzulegen.
Am 18. April 2013 ordnete ein Gericht im Zusammenhang mit der Verhängung von Hausarrest gegen Richter während Musharrafs Amtszeit seine Verhaftung an. Musharraf soll daraufhin aus einem Justizgebäude geflohen sein, sich aber kurze Zeit später den Polizeibehörden gestellt haben. Er wurde in Untersuchungshaft genommen, die er in seinem Haus verbringen konnte. Ende April 2013 wurde Musharraf vom Hohen Gerichtshof in Peshawar mit einem lebenslangen Politikverbot belegt und musste bis zum 14. Mai 2013 – d. h. drei Tage nach der Parlamentswahl – in Gewahrsam bleiben.

## Mordanklagen, Hochverratsprozess und Tod im Exil
Im Juni 2013 wurde von einem Gericht ein Haftbefehl gegen Musharraf wegen des Mordes an Akbar Bugti, einem Politiker aus der Provinz Belutschistan, erlassen. Mitangeklagt wurden der ehemalige Premierminister Shaukat Aziz und Owais Ahmed Ghani, ehemaliger Gouverneur von Belutschistan.
Am 20. August 2013 wurde Musharraf vor einem Gericht in Rawalpindi im Fall des Attentates auf Benazir Bhutto wegen Mordes, Verschwörung zum Mord und Beihilfe zum Mord angeklagt. Er wies alle Vorwürfe als fingiert zurück. Im Zusammenhang damit wurde Musharraf, inzwischen in Dubai im Exil lebend, Ende August 2017 vom Antiterrorgericht in Rawalpindi als Flüchtender vor der Justiz (fugitive from justice) benannt.
Am 19. Juni 2015 wurde von einem Richter in Islamabad ein Haftbefehl gegen Musharraf erlassen, da er sich wegen der Morde am Geistlichen Abdul Rashid Ghazi und dessen Mutter Sahiba Khatoon verantworten sollte. Die Morde sollten sich bei der Erstürmung einer Moschee in Islamabad 2007 ereignet haben, die Musharraf befohlen hatte. Die Verteidigung hatte zuvor vergeblich versucht, den Haftbefehl zu verhindern, indem sie auf den schlechten Gesundheitszustand Musharrafs hinwies. Der Richter urteilte jedoch, dass, wenn Musharraf wiederholt im Fernsehen auftreten könne, er auch gesund genug sei, um vor Gericht zu erscheinen. Musharraf lebte im Haus seiner Tochter in Karatschi. Mit dem Hinweis auf seinen schlechten Gesundheitszustand hatte er bis dahin ein Auftreten vor Gericht in den gegen ihn anhängigen Verfahren vermeiden können.
Am 17. Dezember 2019 wurde Musharraf wegen Hochverrats durch ein Sondergericht in Islamabad in Abwesenheit zum Tode verurteilt. Das Urteil bezog sich auf die von ihm veranlasste Verhängung des Ausnahmezustandes und Aussetzung der Verfassung im Jahr 2007. Musharraf sandte als Erwiderung eine Videobotschaft aus einem Krankenhaus in Dubai, in der er die Vorwürfe als gegenstandslos bezeichnete. Es war das erste Mal in der Geschichte Pakistans, dass ein führender Militär und Verantwortlicher für einen Militärputsch für Verfassungsbrüche verurteilt wurde.
Am 13. Januar 2020 erklärte ein Gericht das Sondergericht, welches das Todesurteil gegen Musharraf gefällt hatte, für verfassungswidrig und hob das Urteil auf. Mit dem Einverständnis der Regierung hätte die Staatsanwaltschaft ein neues Verfahren gegen Musharraf in die Wege leiten können, was aber als unwahrscheinlich galt.
Musharraf starb am 5. Februar 2023 im Alter von 79 Jahren im Exil in Dubai an den Folgen einer Amyloidose. Er wurde am 7. Februar 2023 auf einem Militärfriedhof in Karatschi beigesetzt.

## Ehe
Musharraf heiratete 1968 seine Frau Sehba. Aus der Ehe gingen die Tochter Ayla und der Sohn Bilal hervor.